# Edna Purviance
Edna Purviance (21. října 1895 Paradise Valley, Nevada – 13. ledna 1958 Hollywood) byla americká herečka působící v období němé filmové éry. Proslavila ji zejména spolupráce s Charlie Chaplinem, když se v období mezi roky 1915 až 1923 objevila ve více než třiceti jeho filmech.

## Život a kariéra
Narodila se v městečku Paradise Valley v americkém státě Nevada. Jejími rodiči byli anglická imigrantka Louisa Wright Davey a americký obchodník s vínem Madison (Matt) Gates Purviance. Když jí byly tři roky, tak se rodina přestěhovala do Lovelocku, kde se její rodiče ujali provozování hotelu. V roce 1902 se rodiče rozvedli a matka se znovu provdala. V roce 1913 opustila Lovelock a usadila se v San Franciscu, kde studovala na obchodní škole.
V roce 1915 pracovala jako sekretářka v San Franciscu. Charlie Chaplin ve stejné době nedaleko odtud pracoval na svém filmu Chaplin na námluvách a hledal představitelku hlavní ženské role. Jeden z jeho spolupracovníků zahlédl Ednu v kavárně a Chaplinovi ji doporučil. Ten ji pozval na konkurs, a přestože se mu zpočátku zdála na tuto komickou úlohu příliš vážná, tak ji nakonec obsadil.
V letech 1915 až 1917 Edna Purviance a Charlie Chaplin udržovali kromě pracovního i milostný vztah, ale ten nikdy nevyústil v manželství. Edna se provdala až o mnoho let později, když se v roce 1938 stal jejím manželem pilot John Squire.
Celkem se herečka objevila v 33 Chaplinových filmech, včetně nesmírně úspěšného snímku Kid. Její poslední spoluprací s věhlasným režisérem byl film Dáma z Paříže, který však nebyl příliš úspěšný a znamenal faktický konec její filmové kariéry.

## Výběr z herecké filmografie
- Chaplin na námluvách (1915)
- Chaplin hasičem (1916)
- Chaplin vystěhovalcem (1915)
- Psí život (1918)
- Dobrý voják Charlie (1918)
- Zahaleči (1921)
- Kid (1921)
- Vejplata (1922)
- Poutník (1923)
- Dáma z Paříže (1923)